# Kammweg Erzgebirge–Vogtland
Der Kammweg Erzgebirge–Vogtland ist ein deutscher Fernwanderweg durch Thüringen und Sachsen. Er wurde 2011 eröffnet und führt die Tradition des historischen Kammwegs fort.

## Geschichte

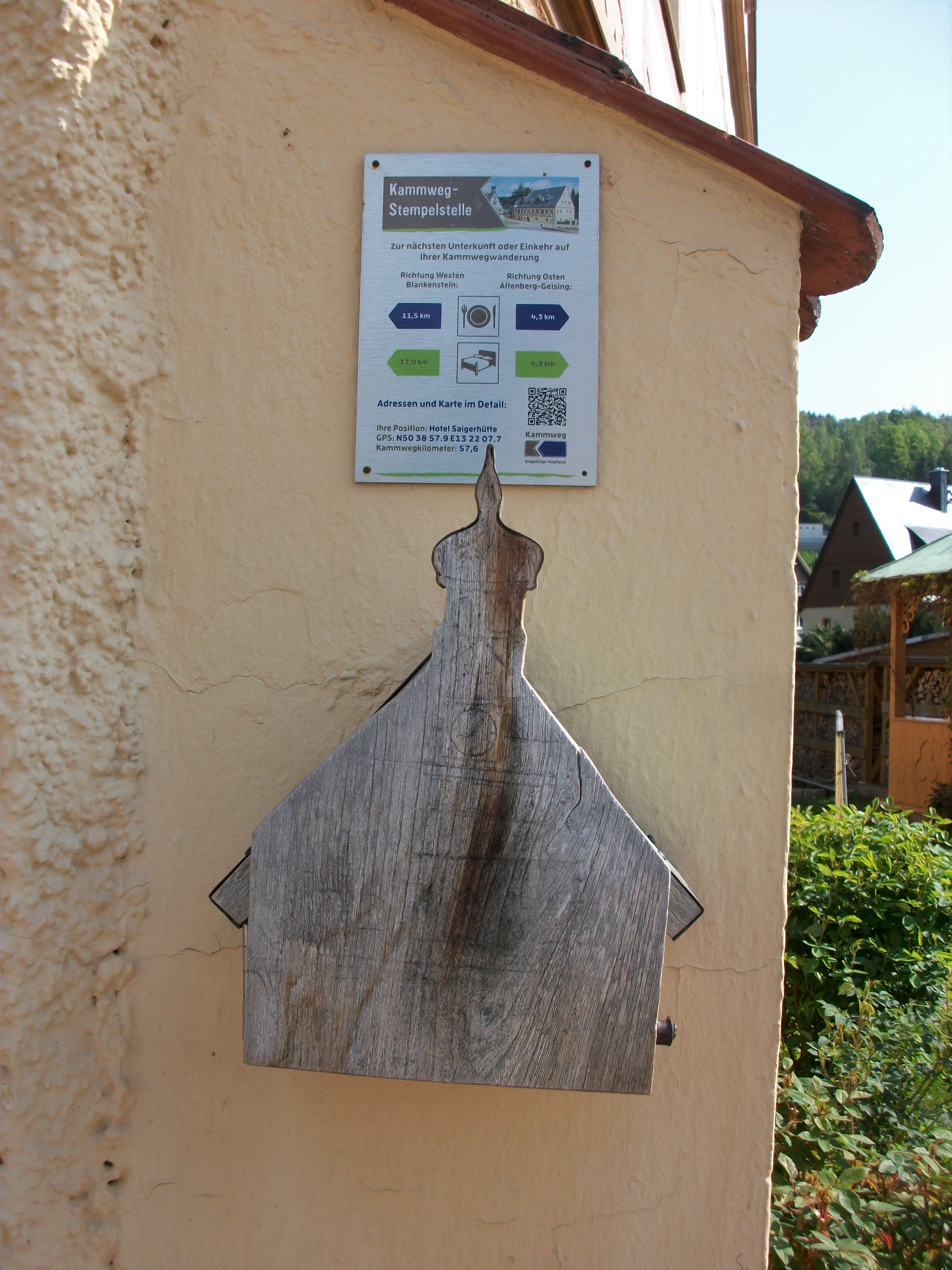
Stempelstelle Kammweg Erzgebirge–Vogtland am Haus des Anrichters (Saigerhütte Grünthal)

Der Kammweg Erzgebirge–Vogtland wurde am 13. Mai 2011 eingeweiht. Im Gegensatz zum historischen Kammweg verläuft er ausschließlich auf deutscher Seite. Er beginnt in Geising im Osterzgebirge und endet nach 289 Kilometern in Blankenstein in Thüringen, wo er an den Rennsteig und Frankenweg anschließt. Hauptträger des Kammweges Erzgebirge–Vogtland sind der Tourismusverband Erzgebirge und der Tourismusverband Vogtland. Die Umsetzung des Gemeinschaftsprojektes erfolgte mit Unterstützung der Kommunen und Landkreise am Kammweg, des Staatsbetriebes Sachsenforst, des Naturparks Erzgebirge/Vogtland und den Wanderverbänden des Vogtlandes, Erzgebirges und Frankenwaldes. Der Kammweg Erzgebirge–Vogtland wurde vom Verband Deutscher Gebirgs- und Wandervereine als Qualitätsweg zertifiziert. Seit 2011 gehört dieser Kammweg zu den Top Trails of Germany.
Verlauf: Geising – Altenberg – Rehefeld – oberhalb Holzhau – Rechenberg-Bienenmühle – Clausnitz – Friedebach – Neuhausen – Seiffen – oberhalb Olbernhau – Rübenau – Kühnhaide – Reitzenhain – Satzung – Schmalzgrube – Jöhstadt-Schlössel – Königswalde – Bärenstein – Neudorf/Kretscham-Rothensehma – Fichtelberg (1214,7 m) – Oberwiesenthal – Tellerhäuser – Rittersgrün – Johanngeorgenstadt – Auersberg (1019 m) – Wildenthal – Weitersglashütte – Carlsfeld – Mühlleithen – Muldenberg – Schöneck – Hermsgrün – Leubetha – Dreiländereck – Bobenneukirchen – Burgstein/Krebes – Gutenfürst – Gebersreuth – Hirschberg – Pottiga – Blankenberg – Blankenstein.

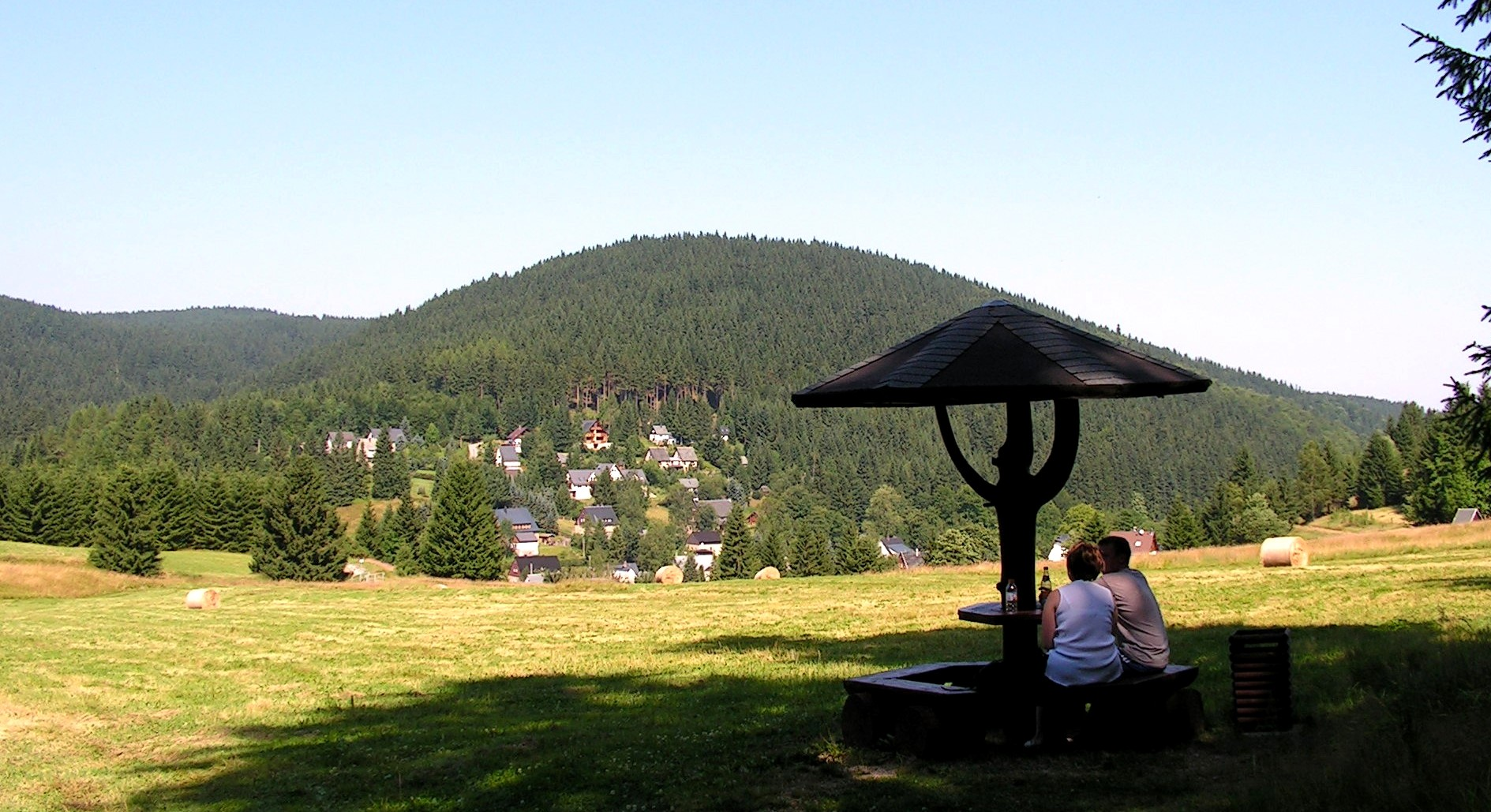
Rastplatz in Wildenthal

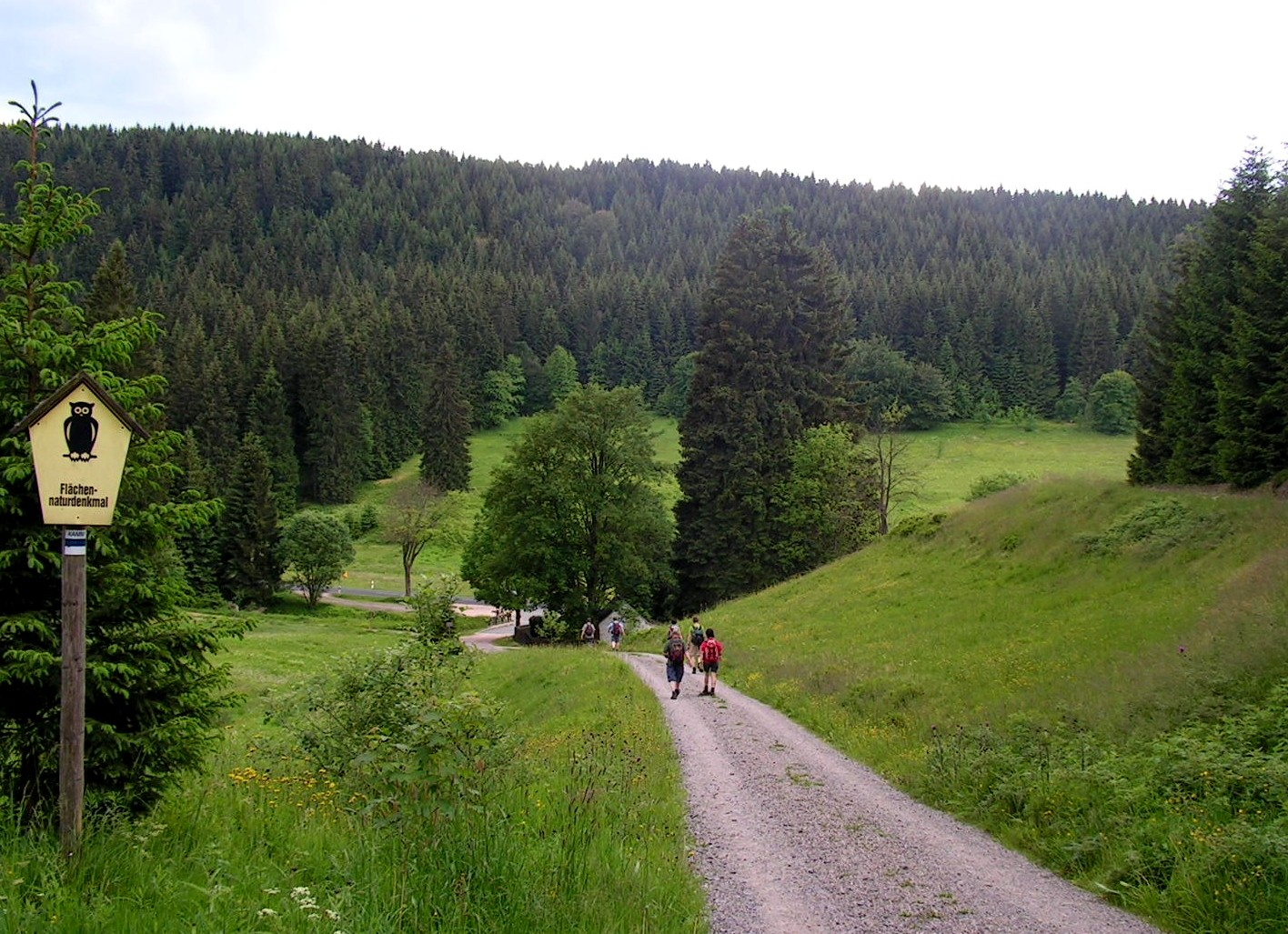
Abstieg vom Auersberg

Der Kammweg gliedert sich in folgende 17 Etappen:
| Etappe | Etappen-Endpunkt                                | Etappen- länge (km) | Gesamt- länge (km) |
| ------ | ----------------------------------------------- | ------------------- | ------------------ |
| -      | Geising, Bf.                                    | –                   | 000,0              |
| 1      | Holzhau, an der Fischerbaude                    | 24,5                | 024,5              |
| 2      | Sayda, Alte Kreuztanne                          | 12,5                | 037,0              |
| 3      | Seiffen, Kirche                                 | 10,0                | 047,0              |
| 4      | Olbernhau, Saigerhütte                          | 11,5                | 058,5              |
| 5      | Kühnhaide, Schwarzwassertal                     | 21,0                | 079,5              |
| 6      | Satzung, Hirtstein                              | 14,0                | 093,5              |
| 7      | Bärenstein, Bergauffahrt                        | 22,5                | 116,0              |
| 8      | Fichtelberg, Kurort Oberwiesenthal              | 18,0                | 134,0              |
| 9      | Breitenbrunn, Himmelswiese                      | 18,0                | 152,0              |
| 10     | Johanngeorgenstadt, Steinbach                   | 14,5                | 166,5              |
| 11     | Weitersglashütte                                | 11,0                | 177,5              |
| 12     | Mühlleithen, Passhöhe B 283                     | 14,0                | 191,5              |
| 13     | Schöneck, IFA Ferienpark                        | 15,0                | 206,5              |
| 14     | Eichigt, Bushaltestelle Obereichigt             | 25,0                | 231,5              |
| 15     | Burgsteingebiet, Krebes, an den Burgsteinruinen | 21,0                | 252,5              |
| 16     | Mödlareuth, Ghs. „Zum Grenzgänger“              | 14,5                | 267,0              |
| 17     | Blankenstein, Selbitzplatz                      | 22,0                | 289,0              |

## Wegemarkierung
Wegemarke des Kammweges Erzgebirge–Vogtland.